# 東海テレビプロダクション
株式会社東海テレビプロダクション（とうかいテレビプロダクション、TOKAI TV Production Inc.）は、東海テレビ放送の子会社で、主に東海テレビで放送される番組制作を行う企業。

## 概要
1990年（平成2年）に東海テレビ放送の全額出資により設立された制作プロダクションである。放送番組の企画制作やデジタルコンテンツ企画・制作、ビデオ・DVDソフト制作、テレビCMの企画・制作、大学受験講座の制作（河合サテライト講座、CS放送）を行っている。